# Gena Rowlands
Virginia Cathryn (Gena) Rowlands (Madison (Wisconsin), 19 juni 1930 – Indian Wells (Californië), 14 augustus 2024) was een Amerikaans actrice. 
Ze won gedurende haar carrière meer dan twintig filmprijzen, waaronder de Zilveren Beer (voor Opening Night), meerdere Emmy Awards (voor The Betty Ford Story in 1987, voor Face of a Stranger in 1991 en voor Hysterical Blindness in 2002), meerdere Golden Globes (voor A Woman Under the Influence en voor The Betty Ford Story) en een Golden Satellite Award (voor The Notebook).
Rowlands was de dochter van een politicus en een kunstenares. Ze trouwde in 1954 met acteur en filmmaker John Cassavetes, die ze leerde kennen op de American Academy of Dramatic Arts in New York. Het huwelijk duurde tot zijn dood in 1989. 
Rowlands speelde in een aantal films van haar echtgenoot,  zoals A Woman Under the Influence (1974) en Gloria (1980). Voor beide films kreeg ze Oscarnominaties in de categorie Beste Actrice. Ook acteerde zij in een aantal films onder regie van haar zoon Nick Cassavetes, waaronder The Notebook (2004). In 2015 kreeg zij een Honorary Academy Award. 
Aan het eind van haar leven leed Rowlands aan de ziekte van Alzheimer. Ze overleed in haar woning op 14 augustus 2024 op 94-jarige leeftijd omringd door haar familie.

## Filmografie

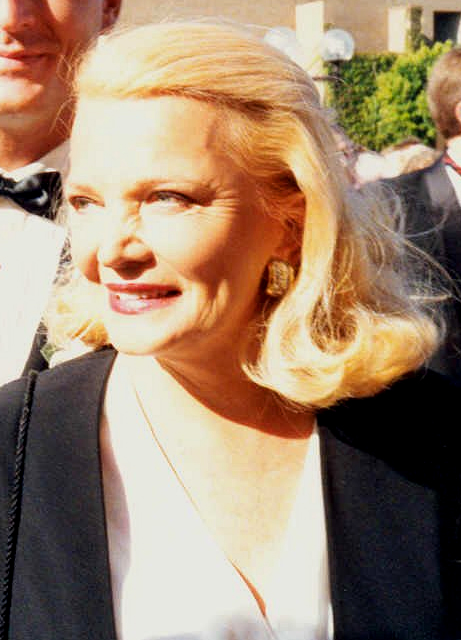
Rowlands in 1992

- Persepolis (2007, stem)
- Broken English (2007)
- Paris, je t'aime (2006)
- The Skeleton Key (2005)
- The Notebook (2004)
- Taking Lives (2004)
- The Weekend (1999)
- Playing by Heart (1998)
- The Mighty (1998)
- Hope Floats (1998)
- Paulie (1998)
- She's So Lovely (1997)
- Unhook the Stars (1996)
- The Neon Bible (1995)
- Something to Talk About (1995)
- Silent Cries (1993)
- Ted & Venus (1991)
- Night on Earth (1991)
- Once Around (1991)
- Another Woman (1988)
- Light of Day (1987)
- Love Streams (1984)
- Tempest (1982)
- Gloria (1980)
- The Brink's Job (1978)
- Opening Night (1977)
- Two-Minute Warning (1976)
- A Woman Under the Influence (1974)
- Gli intoccabili (1969)
- Faces (1968)
- Tony Rome (1967)
- A Child Is Waiting (1963)
- The Spiral Road (1962)
- Lonely Are the Brave (1962)
- Shadows (1959)
- The High Cost of Loving (1958)